# بورو دامپا کوندا
بورو دامپا کوندا (به لاتین: Boro Dampha Kunda) یک منطقهٔ مسکونی در گامبیا است که در Upper River Division واقع شده‌است. بورو دامپا کوندا ۳۵۳ نفر جمعیت دارد.